# Cheylostigmaeus luxtoni
Cheylostigmaeus luxtoni är en spindeldjursart som beskrevs av Charles Thorold Wood 1968. Cheylostigmaeus luxtoni ingår i släktet Cheylostigmaeus och familjen Stigmaeidae. Inga underarter finns listade i Catalogue of Life.